# De Kalb (Missouri)
De Kalb – miasto w Stanach Zjednoczonych, w stanie Missouri, w hrabstwie Buchanan. Według United States Census Bureau, miasto ma całkowitą powierzchnię 0,25 mil kwadratowych (0,65 km²).